# Roger Machado Marques
Roger Machado Marques (n. 25 aprilie 1975) este un fost fotbalist brazilian.

## Statistici
| Brazilia | Brazilia | Brazilia |
| An       | Meciuri  | Goluri   |
| -------- | -------- | -------- |
| 2001     | 1        | 0        |
| Total    | 1        | 0        |

## Titluri
- Cupa Libertadores Cup: 1995
- Prima Ligă Braziliană: 1996
- Cupa Braziliei: 1994, 1997, 2001, 2007